# PPP1R14A
PPP1R14A (англ. Protein phosphatase 1 regulatory inhibitor subunit 14A) – білок, який кодується однойменним геном, розташованим у людей на короткому плечі 19-ї хромосоми. Довжина поліпептидного ланцюга білка становить 147 амінокислот, а молекулярна маса — 16 693.
| 10         |  | 20         |  | 30         |  | 40         |  | 50         |
| ---------- |  | ---------- |  | ---------- |  | ---------- |  | ---------- |
| MAAQRLGKRV |  | LSKLQSPSRA |  | RGPGGSPGGL |  | QKRHARVTVK |  | YDRRELQRRL |
| DVEKWIDGRL |  | EELYRGMEAD |  | MPDEINIDEL |  | LELESEEERS |  | RKIQGLLKSC |
| GKPVEDFIQE |  | LLAKLQGLHR |  | QPGLRQPSPS |  | HDGSLSPLQD |  | RARTAHP    |

A: Аланін

C: Цистеїн

D: Аспарагінова кислота

E: Глутамінова кислота

F: Фенілаланін

G: Гліцин

H: Гістидин

I: Ізолейцин

K: Лізин

L: Лейцин

M: Метіонін

N: Аспарагін

P: Пролін

Q: Глутамін

R: Аргінін

S: Серин

T: Треонін

V: Валін

W: Триптофан

Кодований геном білок за функцією належить до фосфопротеїнів. 
Задіяний у такому біологічному процесі, як альтернативний сплайсинг. 
Локалізований у цитоплазмі.